# Kubatopptyrann
Kubatopptyrann (Myiarchus sagrae) är en fågel i familjen tyranner som förekommer i Västindien.

## Utseende och läten
Topptyranner är relativt stora tyranner med likartad teckning arterna emellan, ofta med grått bröst, gulaktig undersida, rostfärgade inslag i vingar och stjärt samt en antydan till buskig huvudtofs. Kubatopptyrannen är med kroppslängden 19–21 cm en relativt liten medlem av släktet med endast lite inslag av rött i vingarna och mycket lite rött i stjärten. Undersidan är relativt blek, nästan vitaktigt, och näbben lång och smal. Lätet är ett ljust stigande "weeek", likt större topptyrannens läte, men ljusare och klarare.

## Utbredning och systematik
Kubatopptyrann delas in i två underarter med följande utbredning:
- Myiarchus sagrae lucaysiensis – förekommer i Bahamas
- Myiarchus sagrae sagrae – förekommer på Kuba, Isla de la Juventud och Grand Cayman

Den noteras årligen som besökare i sydöstra Florida.
Fågeln är nära släkt med hispaniolatopptyrannen och de skiljer sig rätt lite åt genetiskt, men desto mer i läten. Studier av arternas mitokondrie-DNA visar att nominatformen är närmare släkt med hispaniolatopptyrannens nominatform, med underarten dominicensis av den senare närmast släkt med lucaysiensis .

## Levnadssätt
Kubatopptyrannen hittas i tallskogar, buskmark och mangroveträsk. Födan består av fjärilslarver, vårtbitare och andra insekter, men den kan även ta frukt och frön. Fågeln häckar mellan april och juli.

## Status och hot
Arten har ett stort utbredningsområde men tros minska i antal, dock inte tillräckligt kraftigt för att den ska betraktas som hotad. Internationella naturvårdsunionen IUCN kategoriserar därför arten som livskraftig (LC).

## Namn
Fågelns vetenskapliga artnamn hedrar Ramón Dionisio José de La Sagra y Perís (1798-1871), spansk ekonom och botaniker, professor i botanik vid Escola Agrícola och direktör över Xardín Botánico i Havana 1822-1834; även politiker och tidig anarkist/socialist.